# ابن مجاهد
أحمد بن موسى بن العباس قارئ من قارئي القرآن الكريم وراوي من رواة الحديث النبوي، اسمه أبو بكر أحمد بن موسى بن العباس بن مجاهد التميمي البغدادي شيخ الصنعة وشيخ القراء في عصره، ولد في بغداد عام 245 هـ.

## تعلمه قراءات القرآن
نشأ أبو بكر بن مجاهد على حفظ القرآن وعلى قراءات القرآن وتفسيره واعرابه وروايات حروفه وطرقه، وأخذ يتنقل بين شيوخ القراءات في عصره حتى أخذ عنهم جميعا  فأخذ عن عبد الرحمن بن عبدوس الثقة الضابط المحرر تلميذ حفص الدوري إذ يقول ابن مجاهد قرأت على ابن عبدوس قراءة نافع من أول القرآن إلى خاتمته نحوا من عشرين ختمة، وقرأ على قنبل شيخ القراء بمكة المكرمة سنة 287 هـ، ومن شيوخه أيضا محمد بن إسحاق أبو ربيعة ومحمد بن يحيى الكسائي الصغير وأحمد بن يحيى ثعلب وموسى بن إسحاق الأنصاري وأحمد بن فرح وإدريس بن عبد الكريم والحسن بن العباس بن أبي مهران وعبد الله بن أحمد بن حنبل وعبد الله بن أبي داود وغيرهم.

## جلوسه للتدرس
بعد أن تلقى ابن مجاهد جميع قراءات القرآن الكريم جلس للإقراء وتعليم المسلمين حروف القرآن الكريم، قال ابن الجزري وبعد صيت ابن مجاهد واشتهر أمره وفاق نظراءه مع الدين والحفظ والخير ولا أعلم أحدا من شيوخ القراءات أكثر تلاميذ منه ولا بلغنا ازدحام الطلبة على أحد كازدحامهم عليه، وقال حكى ابن الأخرم أنه وصل إلى بغداد فرأى في حلقة ابن مجاهد نحوا من ثلاثمائة مصدر، وقال علي بن عمر المقرئ كان ابن مجاهد له في حلقته أربعة وثمانون خليفة يأخذون على الناس، وممن تتلمذ على يديه إبراهيم بن أحمد الخطاب والحسن بن أحمد بن عبد الغفار الفارسي والحسن بن سعيد المطوعي والحسين بن خالويه النحوي والحسين بن محمد بن حبشي وزيد بن علي وعبد السلام بن بكار وعبد الله بن الحسين أبو أحمد السامري وغيرهم كثير.

## روايته للحديث
لم يقتصر ابن مجاهد على تعليم القرآن وحروفه بل تصدر أيضا لرواية الحديث النبوي الشريف وأكب على دراسة الحديث النبوي الشريف وحدث عن عدد كبير من علماء الحديث منهم عبد الله بن أيوب المخزومي ومحمد بن عبد الله الزهيري وزيد بن إسماعيل الصائغ وسعدان بن نصر وأحمد بن منصور الرمادي ومحمد بن إسحاق الصاغاني ومحمد بن سعد العوفي وعباس الدوري وأبو رفاعة العدوي وغيرهم، ومن الذين رووا عنه أبو طاهر بن أبي هاشم وأحمد بن عيسى وأبو بكر الجعابي وأبو القاسم بن النخاس وأبو الحسين بن البواب وأبو بكر بن شاذان وطلحة بن محمد بن جعفر وأبو الحسن الدارقطني وأبو حفص بن شاهين وآخرون.

## ثناء العلماء عليه
قال الخطيب البغدادي كان ابن مجاهد ثقة مأمونا كتب إلي أبو طاهر محمد بن الحسين المعدل من الكوفة عن أحمد بن يحيى النحوي قال في سنة ست وثمانين ومائتين ما بقي في عصرنا هذا أحد أعلم بكتاب الله من أبي بكر بن مجاهد، وقال أبو عمرو الداني فاق ابن مجاهد في عصره سائر نظرائه من أهل صناعته مع اتساع علمه وبراعة فهمه وصدق لهجته وظهور نسكه، وقال ثعلب ما بقى في عصرنا أعلم بكتاب الله من ابن مجاهد، وعن عبيد الله الزهري قال انتبه أبي فقال رأيت يا بنى كأن من يقول مات مقوم وحي الله فلما أصبحنا إذا بابن مجاهد قد مات.

## وفاته
توفي ابن مجاهد يوم الأربعاء في شعبان سنة 324 هـ، ودفن في مقبرة له بباب البستان في الجانب الشرقي ببغداد وصلّى عليه الحسن بن عبد الله الهاشمي.